# Ministerstwo Spraw Zagranicznych (Albania)
 Ministerstwo spraw zagranicznych Albanii – powstało w 1912 roku po ogłoszeniu przez Albanię niepodległości. Obecnym szefem resortu jest Olta Xhaçka.

## Lista ministrów

### Księstwo albańskie (1912–1925)
- Ismail Qemali (4 grudnia 1912 – czerwca 1913)
- Myfit Libohova (czerwca 1913 – 24 stycznia 1914)
- Turhan Pasza Përmeti (17 marca 1914 – 20 maja 1914)
- Prenk Bib Doda (28 maja 1914 – 3 września 1914)
- Myfit Libohova (25 grudnia 1918 – 29 stycznia 1920)
- Mehmet Konitsa (30 stycznia 1920 – 14 listopada 1920)
- Ilias Vrioni (19 listopada 1920 – 1 lipca 1921)
- Pandeli Evangjeli (11 lipca 1921 – 6 grudnia 1921)
- Fan Noli (7 grudnia 1921 – 12 grudnia 1921)
- Xhafer Villa (12 grudnia 1921 – 24 grudnia 1921)
- Xhafer Ypi (24 grudnia 1921 – 2 grudnia 1922)
- Pandeli Evangjeli (2 grudnia 1922 – 25 lutego 1924)
- Ilias Vrioni (30 marca 1924 – 27 maja 1924)
- Sulejman Delvina (16 czerwca 1924 – 23 grudnia 1924)
- Ilias Vrioni (24 grudnia 1924 – 5 stycznia 1925)

### I Republika Albanii (1925–1929)
- Gjergj Koleci (Myfit Libohova) (6 stycznia 1925 – 23 września 1925)
- Hysen Vrioni (28 września 1925 – 10 lutego 1927)
- Ilias Vrioni (12 lutego 1927 – 13 stycznia 1929)

### Królestwo  Albanii (1929–1939)
- Rauf Fico (14 stycznia 1929 – 11 kwietnia 1931)
- Hysen Vrioni (20 kwietnia 1931 – 7 grudnia 1932)
- Xhafer Villa (11 stycznia 1933 – 6 października 1935)
- Fuat Asllani (21 października 1935 – 7 listopada 1936)
- Eqrem Libohova (9 listopada 1936 – 2 kwietnia 1939)
- Mihal Sherko (9 kwietnia 1939 – 12 kwietnia 1939)

### Okupacja włoska (1939–1943)
- Xhemil Dino (12 kwietnia 1939 – 2 grudnia 1941)

### Okupacja niemiecka (1943–1944)
- Mehmet Konitsa (5 listopada 1943 – 6 lutego 1944)
- Bahri Omari (6 lutego 1944 – 17 lipca 1944)
- Eqrem Vlora (17 lipca 1944 – 28 sierpnia 1944)
- Ibrahim Biçaku (6 września 1944 – 29 listopada 1944)

### Socjalistyczna Republika Albanii (1944–1991)
- Omer Nishani (1944 – 18 marca 1946)
- Enver Hoxha (22 marca 1946 – 23 lipca 1953)
- Behar Shtylla (23 lipca 1953 – 1966)
- Nesti Nase (1966 – 30 czerwca 1982)
- Reiz Malile (30 czerwca 1982 – 21 lutego 1991)
- Muhamet Kapllani (22 lutego 1991 – 6 grudnia 1991)

### II Republika Albanii (od 1991)
- Ilir Boçka (18 grudnia 1991 – 11 kwietnia 1992)
- Alfred Serreqi (11 kwietnia 1992 – 11 lipca 1996)
- Tritan Shehu (11 lipca 1996 – 12 kwietnia 1997)
- Arian Starova (12 kwietnia 1997 – 25 lipca 1997)
- Paskal Milo (25 lipca 1997–2001)
- Arta Dade (lipiec 2001 – lipiec 2002)
- Ilir Meta (lipiec 2002 – lipiec 2003)
- Luan Hajdaraga (lipiec 2003 – 29 grudnia 2003)
- Kastriot Islami (29 grudnia 2003 – 12 września 2005)
- Besnik Mustafaj (12 września 2005 – 24 kwietnia 2007)
- Lulzim Basha (25 kwietnia 2007 – 17 września 2009)
- Ilir Meta (17 września 2009 – 16 września 2010)
- Edmond Haxhinasto (16 września 2010 – lipiec 2012)
- Edmond Panariti (lipiec 2012 – 2 kwietnia 2013)
- Aldo Bumçi (3 kwietnia 2013 – 13 września 2013)
- Ditmir Bushati (13 września 2013 – 21 stycznia 2019)
- Gent Cakaj (21 stycznia 2019 – 29 grudnia 2020)
- Olta Xhaçka (od stycznia 2021)